# Слух ссавців
Слух ссавців — процес сприйняття ссавцями звукових хвиль, їх аналізу та формування суб'єктивних відчуттів, на підставі яких тварина реагує на зміни, що відбуваються в зовнішньому світі. За даний процес у ссавців несе відповідальність слухова сенсорна система, що виникла ще на ранньому етапі еволюції хордових. Ця система дозволяє також сприймати лінійні і кутові прискорення, реалізуючи тим самим також і відчуття рівноваги, так що більш точна її назва — статоакустична сенсорна система. Її периферичну частину утворюють органи слуху і рівноваги (вуха), проміжну (що забезпечує передачу нервових імпульсів) — ланцюги вставних нейронів, а центральну — слухові центри в корі головного мозку.
Розпізнавання звукових стимулів у ссавців є результатом спільної роботи органів слуху і головного мозку. При цьому значна частина акустичної інформації обробляється вже на рівні рецепторів, що дозволяє багаторазово скоротити обсяг такої інформації, що надходить до мозку. Усунення надмірності кількості інформації неминуче: якщо обсяг акустичної інформації, що надходить на рецептори слухової системи, вимірюється десятками тисяч біт в секунду (у людини — близько 1⋅105 біт/с), то можливості нервової системи з її обробки обмежені десятками біт в секунду.
Гострота слуху і доступний частотний діапазон у ссавців, як правило, досить значні, але істотно варіюють у різних видів, причому вони пов'язані з тими звуками, які ці тварини здатні видавати. Так, людина в нормі може чути звуки в діапазоні від 30 до 17 600 Гц, а у більшості інших приматів діапазон сприйманих звуків зміщений вгору (наприклад, у сенегальського галаго він простягається від 90 до 65 000 Гц, так що ці напівмавпи здатні чути ультразвуки). Здатністю сприймати ультразвуки мають і багато інших ссавців (собаки чують звуки в діапазоні від 67 до 45 000 Гц, кішки — від 55 до 78 000 Гц). Особливо велика верхня межа частотного діапазону у видів, які використовують ехолокацію (наприклад, у білухи він досягає 123 000 Гц, у деяких кажанів — 110 000 Гц). З іншого боку, вусаті кити, жирафи і слони можуть спілкуватися один з одним інфразвуками, і у них значно менше значення приймає нижня межа частотного діапазону (так, слони сприймають звуки в діапазоні від 16 до 12 000 Гц).
Слух і звукова сигналізація у ссавців обслуговують найважливіші життєві явища — пошук їжі, розпізнавання небезпек, упізнання особин свого і чужих видів, комунікацію між особинами, причому різні загони відрізняються різними особливостями слуху. Ссавці, хоча і в меншій мірі, ніж птиці, мають звуковий локацією; вони видають звуки голосовими зв'язками і резонують їх воздухоноснимі шляхами. Серед видаваних ними звуків найбільш характерні рев, стогін, нявкання, шипіння.